# Un segundo en el tiempo
Un segundo en el tiempo es el título del segundo álbum de estudio grabado por el cantautor mexicano Cristian Castro. Fue lanzado al mercado por la empresa discográfica Fonovisa el 20 de julio de 1993. El álbum Un segundo en el tiempo fue producido de nueva cuenta por el compositor y productor musical mexicano Alejandro Zepeda, quien ya trabajó en el álbum anterior del artista Agua nueva (1992).

## Antecedentes
Este disco fue una enorme puerta abierta a la carrera de Cristian, quién con apenas 18 años y medio ya fue ganador de Premios Billboard gracias a este trabajo y sobre todo al enorme éxito de la canción «Nunca voy a olvidarte», que ganó como Mejor Canción del Año en las premiaciones Billboard a la música latina [cita requerida]. De este disco se desprendieron otros éxitos como «Es mejor así» (cover en español del éxito en italiano «È meglio così» de Raffaele Riefoli, adaptado al español por el propio artista y Alejandro Zepeda y Elizabeth Meza), y «Por amor a ti»; este último tema de la autoría del cantautor venezolano Frank Quintero. [cita requerida]
En este disco Cristian incluye la canción «Puerto Rico», en agradecimiento a la buena acogida que tuvo su anterior álbum Agua nueva en ese país. Igualmente, dicha canción se usó para musicalizar algunas escenas de la telenovela Corazón salvaje en 1993.

## Lista de canciones
| Un segundo en el tiempo |                                       | |          |  |
| N.º                     | Título                                | Escritor(es) | Duración |  |
| 1.                      | «Por amor a ti»                       | Frank Quintero | 3:48     |  |
| 2.                      | «Es mejor así»                        | | 3:50     |  |
| 3.                      | «Soy»                                 | Elizabeth Meza | 3:53     |  |
| 4.                      | «Lo voy a intentar» (Déjame intentar) | Paolo Costa · C.D. Onofrio · Giorgio Vanni Adapt: al español: Cristian Castro · Elizabeth Meza · Alejandro Zepeda | 4:03     |  |
| 5.                      | «Puerto Rico»                         | Dirk Schoufs · D. Schoovaets Adapt: al español: Cristian Castro                                                   | 4:23     |  |
| 6.                      | «Canta una canción»                   | Alejandro Lerner                                                                                                  | 4:13     |  |
| 7.                      | «Nunca voy a olvidarte»               | Roberto Belester                                                                                                  | 5:02     |  |
| 8.                      | «Mujer especial» (Color blind)        | M. W. Smith · D. Tyler Huff · W. Kikpatrick Adapt: al español: Cristian Castro · Alejandro Zepeda                 | 4:31     |  |
| 9.                      | «Fuiste mía»                          | Paolo Costa · C.D. Onofrio · Giorgio Vanni Adapt: al español: Cristian Castro                                     | 4:25     |  |
| 10.                     | «Un segundo»                          | Cristian Castro                                                                                                   | 4:49     |  |
| 11.                     | «Nunca jamás»                         | Ricardo Munguía · Carlos Munguía                                                                                  | 4:31     |  |
| 46:38                   |                                       | |          |  |

## Créditos y personal
- Aarón Zigman - Arreglista, bajo, teclados
- Alejandro Lerner - Compositor
- Alejandro Zepeda - Arreglista, Productor, Voz (Coros)
- Alex Zepeda - Batería, teclados, percusión
- Barra Da Tijuca - Compositor
- Bernie Grundman - Masterización
- Brad Aldredge - Ingeniero asistente
- Campos de Brandon - Saxofón
- Camille Henry - Coordinación de producción, voces (fondo)
- Carlos Murguía - Compositor
- Carmen Twillie - Voces (fondo)
- Chris Fogel - Ingeniero asistente
- Cristian Castro - Compositor, Artista principal
- D. Tyler Huff - Compositor
- Dan Navarro - Voces (fondo)
- Daren Klein - Ingeniero
- Dary Sulich - Ingeniero
- Dirk Schoufs - Compositor
- Enrique Caballero - Fotografía
- Eric Rudd - Ingeniero
- Erik Hanson - Secuenciación
- Gary Grant - trompeta y fliscorno
- Giorgio Vanni - Compositor
- Jeri Lynne - Voces (fondo)
- Jerry Hey - Arreglista, metales
- Jerry Gentelman - Guitarra, voz (fondo)
- John Robinson - Batería
- Josie James - Voces (fondo)
- Kai Devanado - Teclados
- Larry Williams - Metales
- Lenny Castro - Percusión
- Marnie Riley - Ingeniero asistente
- Michael Landau - Guitarra
- Neil Stubenhaus - Bajo
- Omie Craden - Ingeniero asistente
- Pablo Costa - Compositor
- Ricardo Murguía - Compositor
- Roberto Bellester - Compositor
- Terry Wood - Voces (fondo)
- Tommy Vicari - Ingeniero, Mezcla
- Vonda Shepard - Voces (fondo)